# Campeonato Paulista de Futebol Americano de 2011
O Campeonato Paulista de Futebol Americano de 2011 foi a segunda edição do campeonato paulista da modalidade, organizado pela Liga Paulista de Futebol Americano.
A forma de disputa foi todos contra todos em turno único, sendo que as duas melhores campanhas decidiram o título em apenas um jogo.

## Participantes
- São Paulo Storm (São Paulo)
- Corinthians Steamrollers (São Paulo)
- São Paulo Spartans (São Paulo)
- Sorocaba Vipers (Sorocaba)
- Itatiba Priests (Itatiba)
- ABC Corsários

## Classificação
| 1 | Corinthians Steamrollers | 4 | 1 | 0 | 80% | 167 | 43  | 124  | 4 vit |
| 2 | São Paulo Spartans       | 4 | 1 | 0 | 80% | 171 | 67  | 104  | 2 vit |
| 3 | São Paulo Storm          | 4 | 1 | 0 | 80% | 145 | 55  | 90   | 1 der |
| 4 | Itatiba Priests          | 2 | 3 | 0 | 40% | 36  | 163 | -127 | 1 vit |
| 5 | Sorocaba Vipers          | 1 | 4 | 0 | 20% | 41  | 115 | -74  | 3 der |
| 6 | ABC Corsários            | 0 | 5 | 0 | 0%  | 21  | 138 | -117 | 5 der |

## Final
| 3 de julho de 2011 | Corinthians Steamrollers | 43 – 21   | São Paulo Spartans | Parque São Jorge, São Paulo, SP |
| 14:00h             |                          | Relatório |                    |                                 |

## Premiação
| Campeonato Paulista de Futebol Americano de 2011 |
| ------------------------------------------------ |
| Corinthians Steamrollers Campeão (1º título)     |